# Sergio Portela Campos
Sergio Portela Campos (Madrid, 1970) es un artista español  polifacético que practica la pintura, escultura, fotografía y desde el año 2006 la arquitectura.  Es hijo del arquitecto Cesar Portela y de la arquitecta Pascuala Campos de Michelena y reside en Pontevedra (Galicia). Sus obras escultóricas pueden contemplarse en numerosas ciudades de Galicia y el resto de España.

## Biografía
Nacido en una familia de artistas y científicos, visita desde niño obras de arquitectura, exposiciones y museos de múltiples países. Ha estado en contacto con grandes profesionales del cine, fotógrafos, pintores, poetas, escritores, historiadores, antropólogos, arquitectos e ingenieros civiles. Su abuelo Agustín Portela, era conocido arquitecto Técnico y dibujante, fundador y promotor da Liga de los Derechos del Hombre en España, su bisabuelo, Francisco Portela Pérez, periodista y escritor de reputada fama,  y su abuela Carmen de Michelena, Química que estuvo en contacto con Einstein y Marie Curie,  forma y  desarrolla escuelas basadas en la Escuela Libre de Enseñanza. Estudia solfeo y piano al tiempo que practica diversas artes marciales como disciplina y filosofía. 
En 1990. Inicia Bellas Artes dejándolo ese mismo año por absoluta decepción con las clases. Por este motivo decide recorrer el mundo para conocer las diferentes técnicas del proceso de creación y el arte "in situ". Inicia su particular vuelta al mundo del arte, que va desde Asia a América contemplando las diferentes civilizaciones entre Oriente y Occidente. Es el comienzo de un viaje iniciático espiritual.
En 1991 inicia su investigación de 2 años en técnicas antiguas en el Museo del Prado, en Madrid. La lectura de tratados de pintura antiguos y clásicos le lleva a experimentar con todo tipo de técnicas. Algo que le marcará a lo largo de su carrera y que exportará a múltiples disciplinas.
Desde 1993 Inicia conocimiento con diferentes maestros sobre sanación y alquimia, materias en las que se ha estado formando a lo largo de los años, practicando el sistema Taoísta y el Yoga como base de meditación.
Crea en 2006 la empresa PHIArtquitectura para el desarrollo de una arquitectura sensible a los parámetros medioambientales, sociales, económicos y paisajísticos.
2015-2020. Arquitectura y Urbanismo, en Portugal. 
2022. Doctorando en Arte y Patrimonio por la Universidad de Sevilla.

## Viajes relacionados con el Arte, Arquitectura, Antropología y Sanación
- Europa: España, Portugal, Francia, Holanda, Alemania, Bélgica, Inglaterra, Grecia, Italia, Turquía, Noruega, Suecia, Dinamarca y Finlandia.
- América: México, EE. UU., Venezuela, Colombia, Cuba, Brasil y  Costa Rica.
- África: Túnez, Sahara Occidental, Marruecos, Mauritania, Senegal, Egipto, Sudáfrica, Namibia, Botsuana, Zambia y Zimbawe.
- Asia: India, Japón, Nepal  y Tíbet.Escultura en Isla de San Simón (Ría de Vigo)

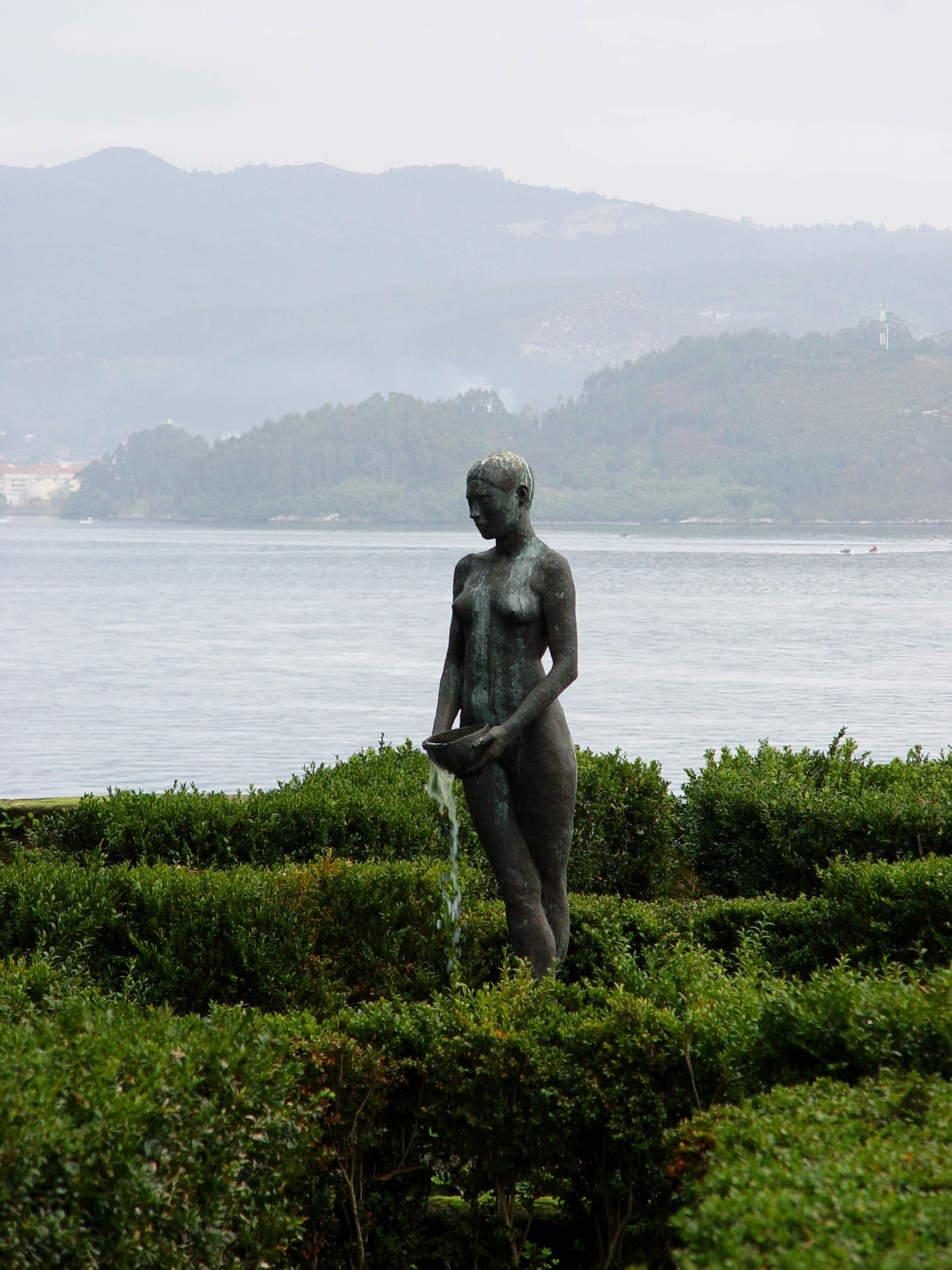
Escultura en Isla de San Simón (Ría de Vigo)

## Conferencias y cursos impartidos
- Sobre el arte. Ciudad Universitaria de Caracas. Venezuela. 2000.
- La ciudad, propósito y destino. Pontevedra. 2001.
- La ciudad, propósito y destino. Pontevedra. 2001.
- Arte y Naturaleza. Pontevedra. 2002.
- Tao y evolución. Aragón. 2003.
- Modos de autoconocimiento interno y desarrollo energético. La Coruña. 2004.
- Meditación. Vigo, Pontevedra. 2006.
- Arte y territorio. Universidad Politécnica. Valencia. 2008.
- Canalización de la estructura energética de la tierra para el desarrollo de la Arquitectura.
- Universidad Politécnica. Valencia. 2009.
- Arquitectura y territorio. Universidad de arquitectura. Sevilla. 2014.
- Meditación y sanación. Pontevedra. 2016.

## Obras
ESCULTURA
España:

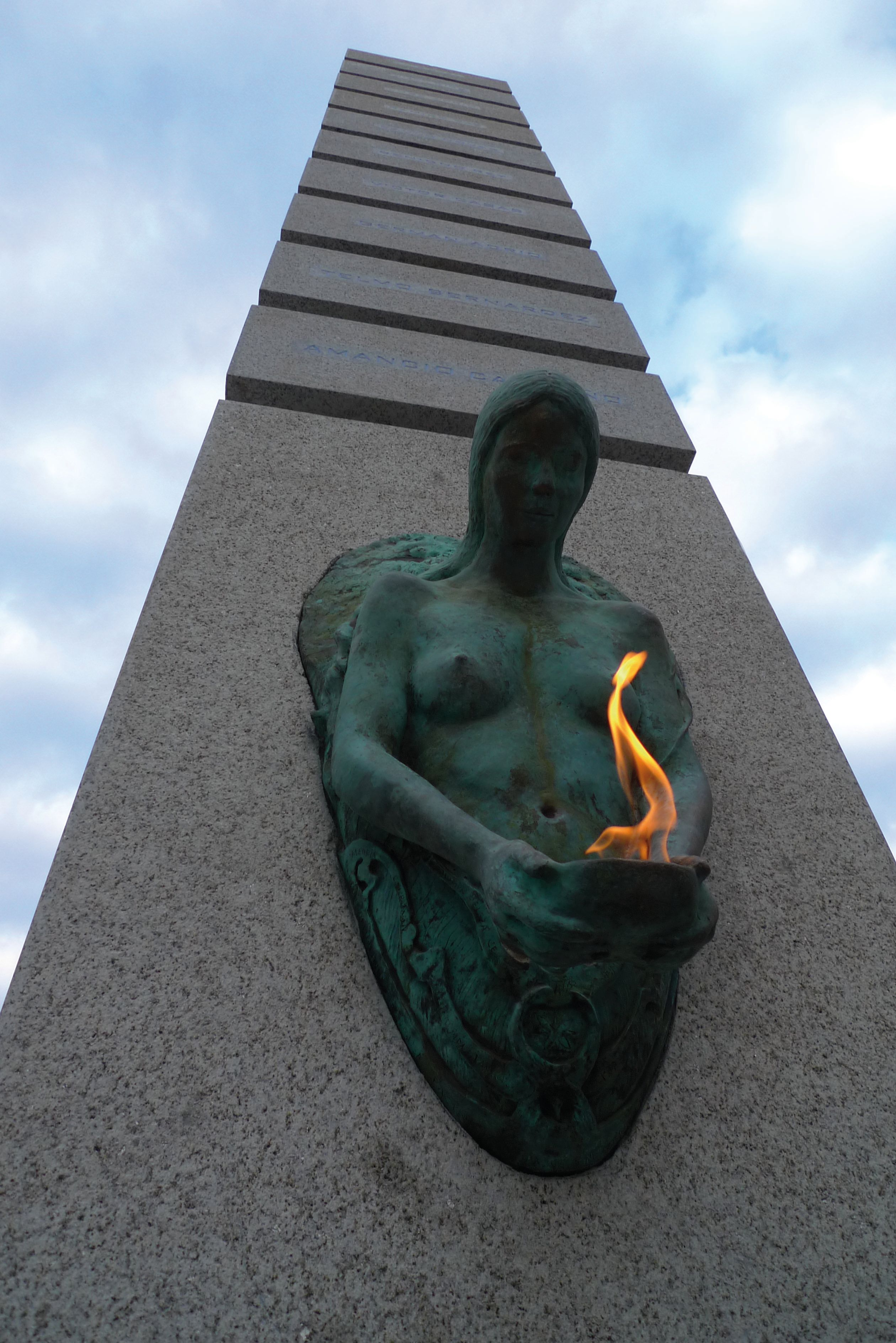
Conjunto escultórico en memoria de los diez fusilados el 12 de noviembre de 1936 (Pontevedra)

- Museo Conjunto Arqueológico Dólmenes de Antequera. Junta de Andalucía-UNESCO. Málaga.
- Museo del Mar de Galicia. Vigo, Pontevedra.
- Museo Casa de las palabras. Vigo, Pontevedra.
- Estación de Autobuses de Ayamonte. Huelva.
- Estación de Autobuses. Córdoba.
- Parque público. Jardines del Cristina. Sevilla.
- Parque Público Ensenada de Cesantes. Ria de Vigo. Pontevedra.
- Parque  Público Espacio Natural. Lalín, Pontevedra.
- Parque Público El Zaudín. Sevilla.
- Parque Público Islas San Simón y San Antonio. Pontevedra.
- Parque Público sobre Ría de Pontevedra. Mogor, Pontevedra.
- Colegio de Arquitectos de Madrid: COAM. Madrid.
- Universidad de Santiago de Compostela. Parque Universitario “Vista Alegre”. La Coruña.
- Universidad de Cáceres. Cáceres.
- Centro Multiusos de Vilalba. Lugo.
- Colegio de Abogados. Pontevedra.
- Cementerio Carratraca. Málaga.
- Palacio de congresos. La Coruña.
- Palacio de Congresos de Vigo. Pontevedra.
- Centro gerontológico de Vigo. Pontevedra.
- Centro Gerontológico. Orense.
- Centro cultural Caixanova. Pontevedra.
- Centro pedagógico de integración Pelouro. Tui, Pontevedra.
- Campo de Golf. Fuerteventura. Fuerteventura, Islas Canarias.
- Edificio de Viviendas Plurifamiliares. Bilbao.
- Jardines Pazo Baión. Pontevedra.
- Jardines Pazo Torre do Monte. La Coruña.Conjunto escultórico obra de Sergio Portela

Japón:
- Parque Público. Osaka.

Venezuela:

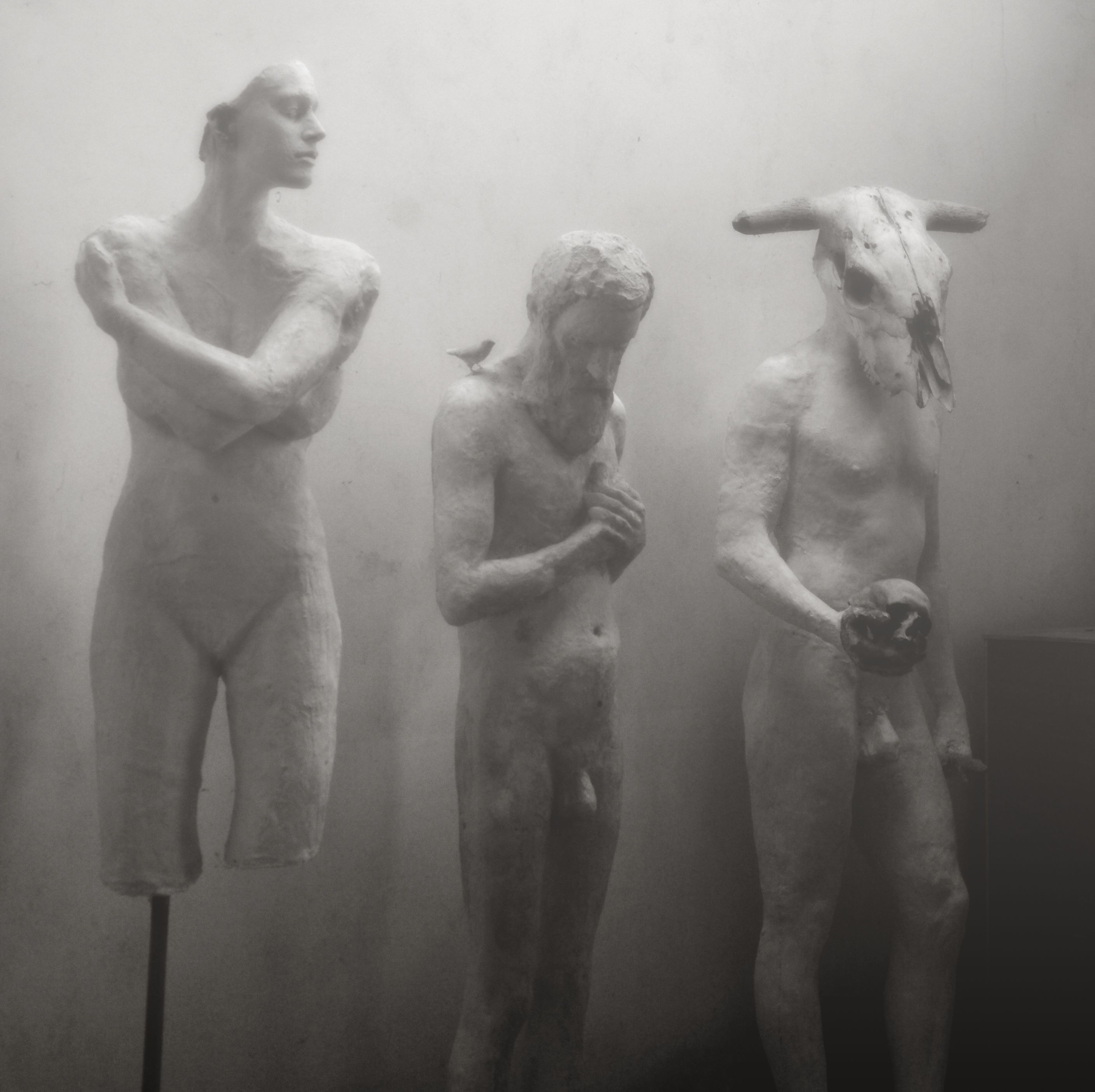
Conjunto escultórico obra de Sergio Portela

- 1.er Certamen Internacional de Arte al Aire Libre. Caracas. 2005.

ARQUITECTURA y PAISAJISMO
- Viviendas unifamiliares. 1993-2022.
- Puente Azuma. Japón. Colaboración con C. Portela. 1992.
- Estación de Autobuses. Ayamonte. Huelva. 1995.
- Museo de Mar de Galicia. Colaboración con C. Portela y  Aldo Rossi. 1993-2003.
- Cementerio de Finisterre. Premio Phillipe Rottier. Colaboración con C. Portela. 1998.
- Estación de autobuses de Córdoba. Premio Nacional de arquitectura. 1996-1998.
- Parque Espacio Natural Carballeira de Lalín. 2002.
- Centro Cultural Caixanova. Pontevedra. 2004.
- Multiusos. Villalba. Lugo. 1996.
- Reales Atarazanas. Sevilla. Colaboración con Antonio Barrionuevo. 2002-2004.
- Domus. La Coruña. Colaboración con C. Portela y Arata Isozaki. 1994.
- Prototipo de vivienda de madera. SILVA DOMUS. 2008.
- Restauración de molinos de agua y viento. Pontevedra. 2009.
- Restauración de Foxo de Lobo. Cotobade. Pontevedra. 2009.
- Observatorio Astronómico. Pontevedra. 2010.
- Cinco viviendas de Protección Pública. Pontevedra. Primeras viviendas de Protección Pública de España en madera. 2010.
- Restauración de viviendas privadas. Pontevedra. 2006-2022.
- Jardines privados. 2011-2022.

## Patentes
Patente de Sistema de anclaje oculto para fachadas. 2010.

## Premios
- Cementerio de Finisterre. Premio Phillipe Rottier. Colaboración con C. Portela. 1998.
- Estación de autobuses de Córdoba. Premio Nacional de arquitectura. Colaboración con C. Portela. 1996-1998.
- Concurso integral de urbanismo de la ciudad de Málaga. Colaboración con Antonio Barrionuevo. 1996.
- La Obra “Gea” entra dentro de la Colección Patrimonial del Estado en Andalucía, Encargada por la Junta de Andalucía y UNESCO. 2022.